# 鎮康県
鎮康県（ちんこう-けん）は中華人民共和国雲南省臨滄市に位置する県。

## 地理
本県北部に行政区境として東部に接している永徳県北部から連続して国際河川である、サルウィン川（怒江）が流れている。また、本件南部からは、ミャンマー国内で合流するサルウィン川（怒江）支流の南定河が流れている。対岸は、保山市竜陵県が位置する。
南部は、耿馬タイ族ワ族自治県と接している。なお、西部は、ミャンマー・シャン州・ラウカイ県と国境を接しており、南傘鎮にはミャンマーとの国境を管理する二類口岸の南傘口岸がある。

## 歴史
1913年に鎮康県が設置される。

## 行政区画
下部に3鎮、3郷、1民族郷を管轄する。
- 鎮
  - 鳳尾鎮、勐捧鎮、南傘鎮
- 郷
  - 忙丙郷、勐堆郷、木場郷
- 民族郷
  - 軍賽ワ族ラフ族リス族トーアン族郷

## 交通
- 国道
  -  G219国道
- 省道
  -  231省道
  -  330省道

## 健康・医療・衛生
- 鎮康県人民医院
- 鎮康県婦幼保健院